# Passione oltre il tempo
Passione oltre il tempo (Drums of Autumn) è un romanzo scritto da Diana Gabaldon e pubblicato nel 1997. Costituisce la seconda parte di Tamburi d'autunno, quarto volume della serie di Outlander

## Trama
Oxford, maggio 1971. Dopo aver saputo che i suoi genitori moriranno nel 1776, Brianna attraversa il cerchio di pietre durante la festa di Beltane e si ritrova nella Scozia del 1769, dove incontra i parenti a Lallybroch e salpa per le Americhe; intanto, Roger scopre tutto e riesce ad attraversare il cerchio di pietre per raggiungerla. La coppia si riunisce a settembre a Wilmington, in North Carolina, ma, quando Brianna viene a sapere che Roger aveva trovato già da mesi l'annuncio funebre di Claire e Jamie, la ragazza litiga con lui per averglielo tenuto nascosto. Riunitasi alla famiglia, la giovane Fraser comincia a conoscere Jamie e la nuova realtà che la circonda, ma nel giro di qualche mese scopre di essere incinta; Brianna, tuttavia, non sa chi sia il padre del bambino perché, un paio di giorni dopo aver fatto l'amore con Roger, è stata violentata da un uomo di nome Stephen Bonnet mentre cercava di recuperare l'anello nuziale di Claire che lui aveva rubato in precedenza. Brianna rifiuta di abortire e rimane in attesa di Roger, ma a novembre non ci sono ancora notizie del ragazzo: questo la porta a realizzarne un ritratto per aiutare nelle ricerche, scoprendo così che Jamie, credendo che fosse il suo violentatore, l'ha consegnato agli indiani. Padre e figlia litigano furiosamente e Brianna si trasferisce da zia Jocasta a River Run: la donna, entusiasta di avere una nipote, decide di cambiare il proprio testamento per lasciarle tutto e inizia a cercarle un marito. Intanto, Jamie, Claire e Ian raggiungono i Mohawk con un carico di whisky da scambiare con Roger, ma gli indiani si ubriacano e, nella rissa che ne segue, Roger ne uccide uno per sbaglio. Invece di esigere la sua morte come risarcimento, i Mohawk adottano Ian, permettendo a Jamie e Claire di andarsene con Roger, mentre Brianna ha un incontro con Bonnet, durante il quale riesce a lasciarsi alle spalle l'accaduto. Quando Jamie e Claire tornano, Brianna perdona il padre e rimane in attesa di Roger, che, dopo aver saputo della gravidanza e della violenza subìta dalla ragazza, ha deciso di prendersi un po' di tempo. A metà maggio 1770 Brianna partorisce un maschio; il mese seguente, Roger si presenta a Fraser's Ridge per riconoscere il bambino come suo, ma la ragazza lo tiene a distanza, finché la coppia non riesce a fare pace. A ottobre, tutta la famiglia partecipa all'Adunanza dei clan scozzesi a Monte Helicon: qui Brianna e Roger decidono di sposarsi e di battezzare il neonato con il nome Jeremiah.

## Edizioni
- Passione oltre il tempo, Corbaccio, 2006,  p. 576, ISBN 978-8879727808.
- Passione oltre il tempo, TEA, 2009, ISBN 978-8850218424.